# 懐メロ
懐メロ（なつメロ）とは、ある程度年月の経たかつての大衆歌謡で、聞くとその歌が流行した頃が懐かしく思い出されるような歌の総称。“懐かしのメロディー”の略語で、現代的な用法としては基本的には当代の前に流行していた音楽ポップスの総称。
「ナツメロ」「なつめろ」とも表記するが、本項では一般的な表記である「懐メロ」で記述する。

## 概要
この語が登場したのは1945年から1955年にかけて放送されていたNHKラジオ「なつかしのメロディー」の略称からである。この番組の放送終了後、1960年代に、東京12チャンネル（TX、現・テレビ東京）の「なつかしの歌声」というテレビ番組が発端となり、1930年代～50年代の「流行歌」（大衆歌謡の総称としての「流行歌」とは別）を再評価する動きが見られ、それに伴い「懐メロブーム」が発生、一気に一般化することになった。この頃には井上ひろし「雨に咲く花」、フランク永井「君恋し」など、当時の流行歌手がカバーすることによってリバイバル・ヒットが多数生み出された。
このため当初は「流行歌」の別名であったが、「昔の歌」=「懐メロ」という曖昧な定義であるため、時代が進むにつれ範囲が比例して広がった。「懐メロ」の定義は各個人や各放送局によって曖昧であり、さらに各々のレコード会社が音楽ジャンルによって様々な年代の「懐メロ」を定義しているため、当初の意味であった1930年代～1950年代の「流行歌」を指す言葉としてはほとんど使われなくなっている。
2021年当時の10代に行われたアンケートでは、懐メロとして「キセキ」（2008年）、「ヘビーローテーション」（2010年）が挙げられる一方、世代が全く異なる「木綿のハンカチーフ」（1975年）や「赤いスイートピー」（1982年）、「どんなときも」（1991年）などが上位にランクインしているなど、揺れが大きい。

## 附記
- 懐メロのうち演歌やそれに近い音楽性を持つ曲は唱歌やわらべ歌などと同様、ヨナ抜き音階などの5音の音階で作られている。
- 認知症に「懐メロ療法」というものが考えられている。